# Pałac Sprawiedliwości w Paryżu

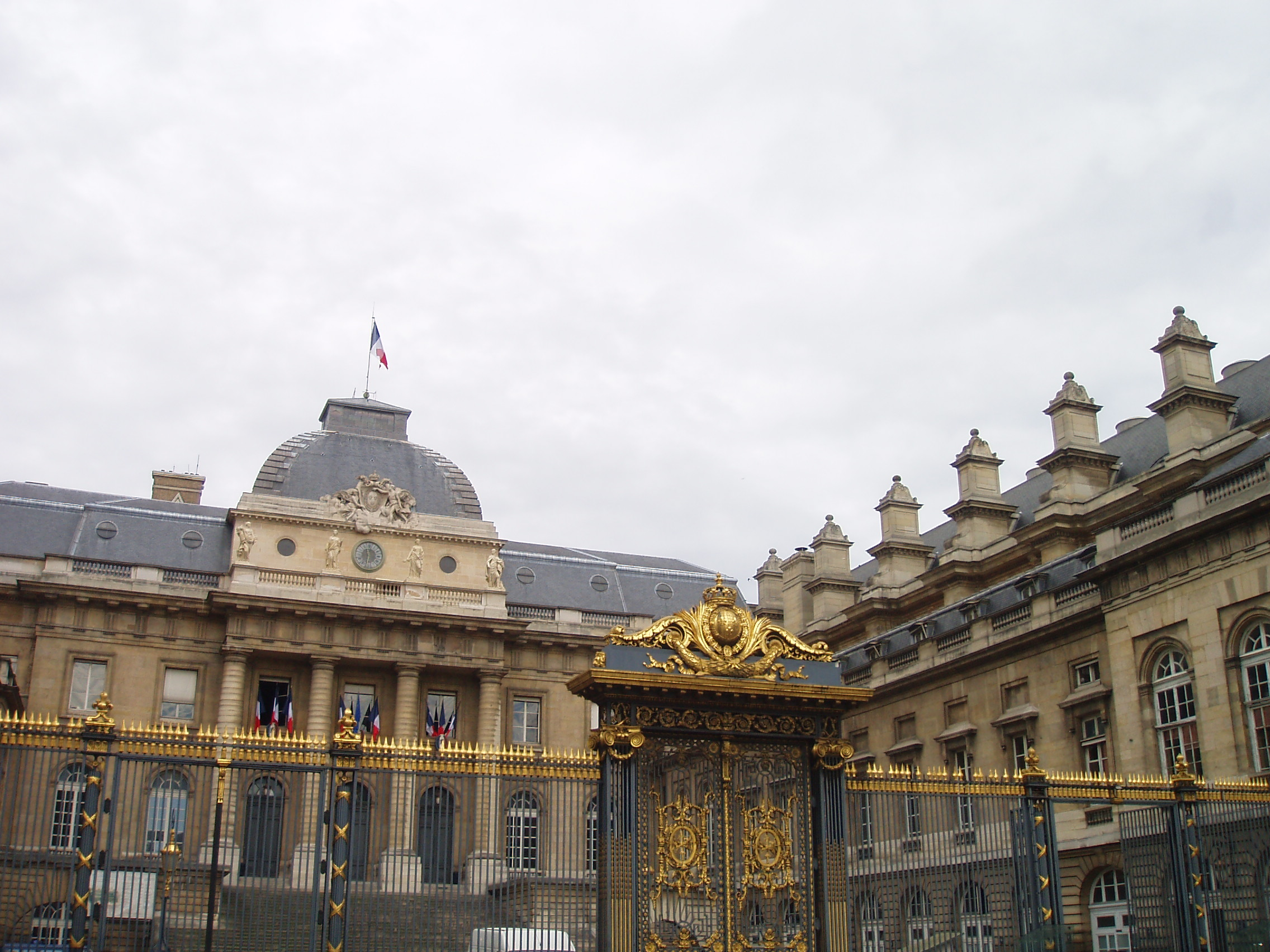
Dziedziniec Majowy

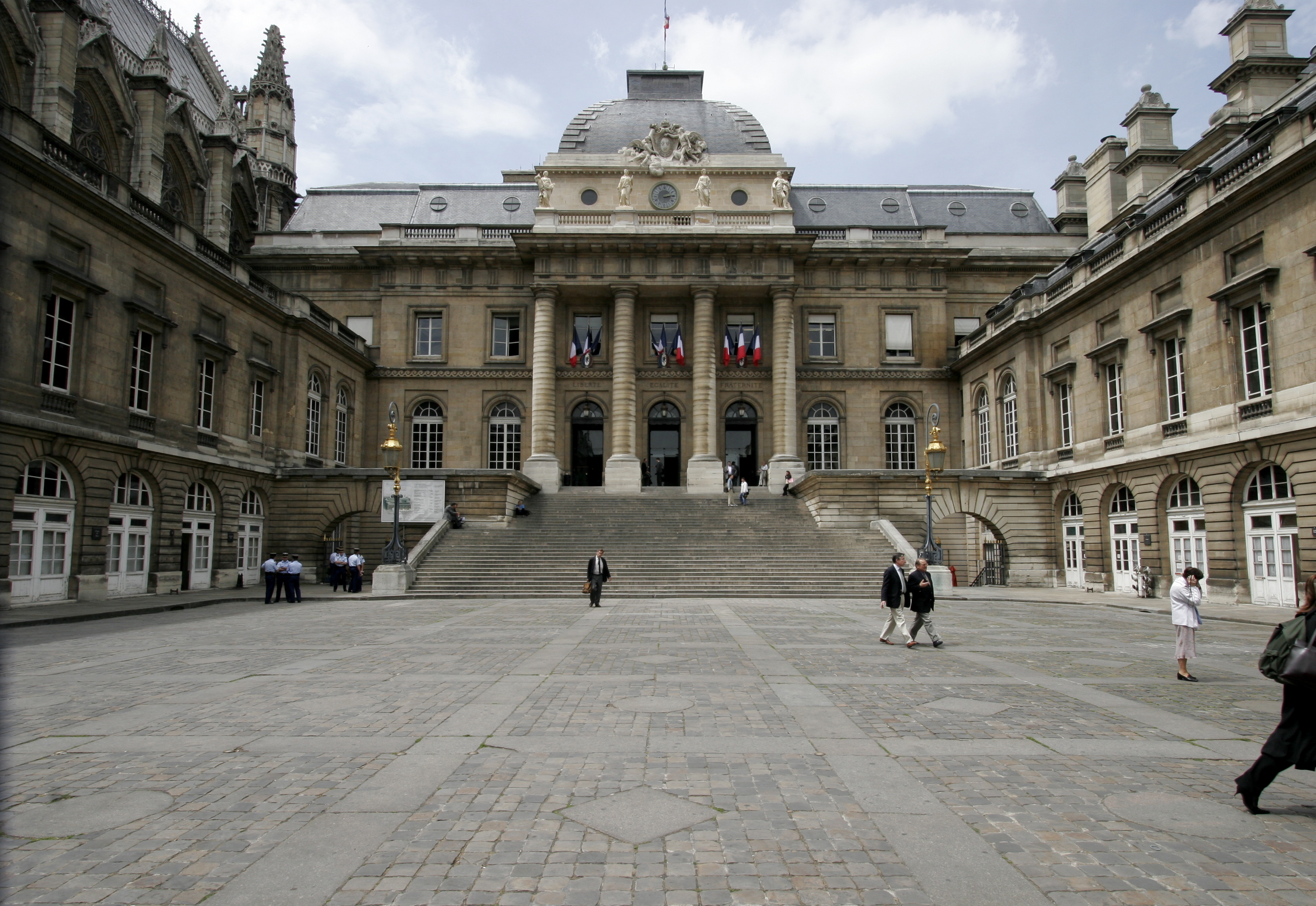
Główne wejście

Palais de Justice w Paryżu (Palais de Justice) – zespół budynków na Île de la Cité, od początku istnienia stanowiący siedzibę najważniejszych organów wymiaru sprawiedliwości we Francji. Zajmuje łącznie 1/3 powierzchni całej wyspy, między bulwarami Horloge, des Orfèvres, Harlay oraz Palais.

## Historia
Budynek pierwszego Pałacu Sprawiedliwości (nazywanego też Palais de la Cité) znajdował się w Paryżu od X wieku i pełnił równolegle funkcje sądownicze jako siedziba parlamentu paryskiego, jak i był siedzibą rodziny królewskiej. Zajmował on obszar dzisiejszego Pałacu, jednak do dziś zachowało się z niego skrzydło znane pod nazwą Conciergerie oraz Sainte-Chapelle. Po opuszczeniu pałacu przez Karola V obiekt stał się już wyłącznie centrum paryskiego i francuskiego sądownictwa.
W 1776 w pożarze spłonęło środkowe skrzydło gmachu, które zostało odbudowane w latach 1783-1786. W okresie od 6 kwietnia 1793 do 31 maja 1795 w obiekcie rezydował Trybunał Rewolucyjny. Z jego wewnętrznego Dziedzińca Majowego (Cour de Mai) odjeżdżały wózki wiozące skazanych na gilotynę. W czasie restauracji Burbonów i monarchii lipcowej Pałac przeszedł generalną rozbudowę pod kierunkiem Jeana Huyota, a po jego śmierci Louisa Duca i Honoriusza Daumeta. Prace z powodu trudności finansowych przeciągały się jednak; część skrzydeł pałacu normalnie funkcjonowała jako sąd najwyższy oraz sąd okręgowy dla miasta Paryża, podczas gdy pozostałe były nadal rozbudowywane. Prace trwały przez cały okres II cesarstwa i ostatecznie nigdy nie zostały ukończone. W czasie Komuny Paryskiej budowla została porzucona przez robotników, a następnie, w Krwawym Tygodniu, w kilku miejscach podpalona. Ostatecznie Daumet zakończył prace według nowego projektu w latach 1879-1883.
Obecnie w budynku rezydują: najwyższy rangą sąd cywilny we Francji, Sąd Kasacyjny (Cour de Cassation), Sąd Apelacyjny i Okręgowy dla miasta Paryża, natomiast skrzydło przylegające do bulwaru Orfèvres zajmują najwyższe urzędy policji francuskiej.

## Architektura
Obiekt jest trójskrzydłowy, czterokondygnacyjny. Wejście do niego prowadzi poprzez Dziedziniec Majowy i imponujące schody z czterokolumnowym portykiem. Ostatnią kondygnację obiektu zdobią rzeźby oraz fryz. Okna, na pierwszej kondygnacji półkoliste, na wyższych nie reprezentują konkretnego stylu architektonicznego. W architekturze obiektu można odnaleźć elementy neogotyku (sterczyny, głównie w skrzydle zajmowanym przez policję) oraz neobaroku (na Dziedzińcu Majowym). Narożniki gmachu wykończone są wieżami wzniesionymi na planie czworoboku, w skrzydle od bulwaru Orfèvres dodatkową dekorację stanowi rząd rzeźb w niszach. Południowym skrzydłem zespołu jest Conciergerie.